# Jaqueline Mesmaecker

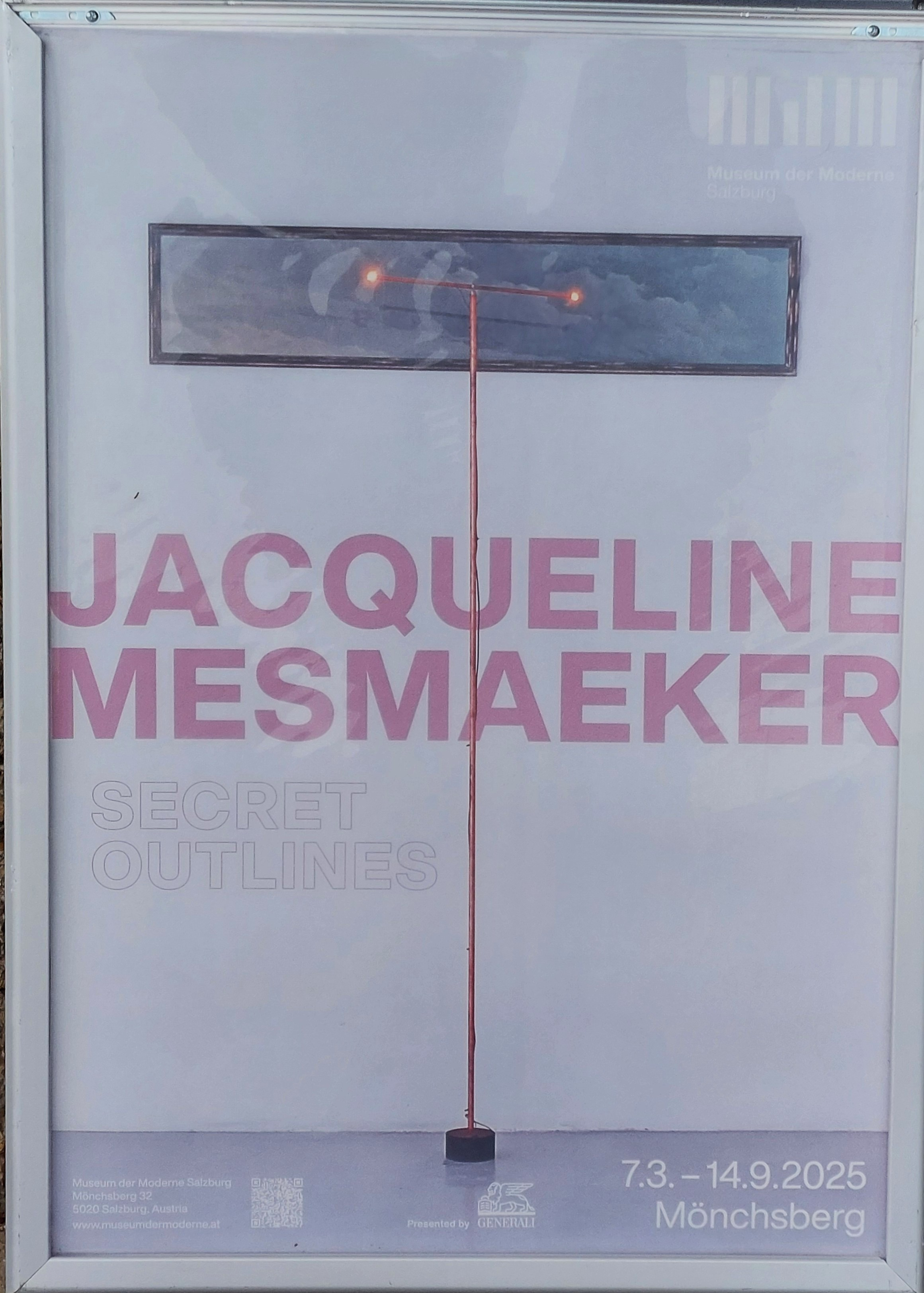
Ausstellungsplakat für Jaqueline Mesmaecker des Museums der Moderne Salzburg

Jaqueline Mesmaecker (* 9. Juli 1929 in Uccle; † 6. oder 7. Dezember 2023 in Brüssel) war eine belgische Künstlerin, die  Ihre Arbeit mit verschiedensten Medien (Skulpturen, Malerei, Zeichnung, Fotografie, Installation, Film und Video sowie Sprache und Text, Künstlerbücher) realisierte.

## Leben
Als Kind besuchte sie Wien und Salzburg. Sie erinnert sich noch an Schüsse während des Sozialisten-Aufstandes im Karl-Marx-Hof in Wien; die Erinnerung daran hat sie in ihr Werk Les Charlottes einbezogen.
Mesmaecker studierte von 1954 bis 1957 zuerst Mode und Design an der Académie royale des Beaux-Arts de Bruxelles, hier arbeitete sie u. a. in dem Atelier von Géo De Vlaminck. Danach arbeitete sie in den Bereichen Architektur, Grafik, Design und Mode. Von 1962 bis 1966 arbeitete sie als Designerin und Stylistin bei Inno France und weiteren Textilherstellern im Hennegau und in Flandern, bevor sie sich wieder der bildenden Kunst zuwandte. 1974 schrieb sie sich an der Belgischen Hochschule für visuelle Künste in La Cambre ein. Dabei studierte sie bis 1981 u. a. bei Jo Delahaut in dem Departement „Dreidimensionaler Raum“ und bei Jean Glibert in dem Departement „Urbaner Raum“. 1977 konnte sie ein eigenes Appartement in Brüssel beziehen, das ihr als Atelier eine freie künstlerische Arbeit ermöglichte.
Als Lehrerin für bildende Kunst wirkte sie von 1973 bis 1994 an der Ècole des Beaux Arts in Wavre, von 1981 bis 1986 an der Académie royale des Beaux-Arts in Mons, 1979 bis 1984 an der Kunsthochschule in La Cambre und 1982 bis 1994 an der École de recherche graphique (ERG) in Brüssel. Seit den 1970er Jahren entwickelte sie eine konzeptionelle wie poetische künstlerische Praxis.

## Privates
Sie war alleinerziehende Mutter von zwei Söhnen.

## Werke (Auswahl)
„Kunsthistorisch lässt sich ihr Werk als eine Verbindung von Ansätzen der Post-Minimal Art und der Post-Conceptual Art mit den belgischen Traditionen des Symbolismus und des Surrealismus charakterisieren.“
Ihr Werk Secret Outlines (1996) besteht aus einer Vitrine mit acht Büchern, nämlich Doctor Johnson - Essai sur la fatigue - Childhood - Lenin - Versailles - Fontainebleau - Une chambre à soi - Théorie de la culture. Diese Bücher enthalten Zeichnungen der Künstlerin im oder auf dem Text, zwischen den Zeilen und an den Rändern. Ihre Eingriffe sind sowohl malerisch als auch grafisch und gleichen in den Büchern versteckten „Ostereiern“.
Das Werk Les Introductions roses (1995) bezieht sich auf ihre Wohnung in Ixelles. Bei dieser Arbeit werden dünne rosa Stoffstreifen in zufällige Risse und Spalten in ihrer Wohnung eingefügt, um so eine spezielle „Erfahrung der Wahrnehmung“ zu generieren. Der minimalistische Eingriff des Künstlers bleibt fast unbemerkt. Er wird mit sehr sparsamen Mitteln ausgeführt, nimmt aber den Raum voll in Anspruch. Das Vorgehen ist ähnlich der Kintsugi-Technik, bei der reparierte Bruchstellen mit Gold veredelt werden.
Die Arbeit Mademoiselle de la Faille ist eine fotografische Reproduktion eines großen Risses in der Wohnzimmertapete der Künstlerin. Dieser Riss war von den Eigentümern ihrer Wohnung verursacht, die sehen wollten, ob die Wand feucht war. Die Künstlerin sah darin die Poesie des täglichen Lebens und beschloss, den Riss intakt und sichtbar zu lassen. Den Riss verwendete sie in einem überlebensgroßen Druck für ihre retrospektive Ausstellung Ah quelle aventure! Dabei übertrug sie dieses häusliche Detail auf den Ausstellungsraum im Palais des Beaux-Arts de Bruxelles und nannte ihn Mademoiselle de la Faille.
Super Installation: Diese Arbeit geht zurück auf eine Sammlung von Super-8-Filmen sowie von Werbefilmen, die sie gesammelt hatte. Im Lycée Claude Forest in Maubeuge, wo sie einen Workshop leitet, hat sie aus diesen Fragmenten entnommen und diese zu Aufnahmen zusammengefügt, die sie zu einem Set aus sieben auf dem Boden aufgestellten 8-Millimeter-Projektoren zusammengeschnitten hat. Die Bilder werden auf A4-Blätter projiziert, die horizontal an den Wänden angebracht sind und mit dem Boden bündig sind. Sie wirken wie die Predella eines zentralen Gemäldes, das es nicht gibt.
Les Charlottes bezieht sich auf das tragische Schicksal der Charlotte von Belgien, die nach der Erschießung ihres Gemahls Maximilian psychisch erkrankte und 50 Jahre im Schloss Bouchout in Meise interniert war. Sie verbindet Fotokopien von Gemälden von Charlotte mit eigenen Texten und überlagert diese mit Glasscheiben aus zerstörten Gewächshäusern. 1977 fertig sie auch das Glashaus Le Serre de Maximilian (dt. Das Gewächshaus von Maximilian) an, das aber so schmal ist, dass man es nicht betreten kann. Dies ist eine Anspielung auf das Interesse Maximilians an der Botanik und auf die Region Brabant, in der Charlotte interniert war.

## Einzelausstellungen (Auswahl)
- Museum of Contemporary Art Antwerp, Antwerpen (2018)
- Fondation Hermès, Brüssel (2019)
- Galerie Bernard Bouche, Paris (2019)
- Museumcultuur Strombeek, Gent (2020)
- Palais des Beaux-Arts de Bruxelles (Bozar), Brüssel (2020)
- Musée Raveel, Zulte (2021)
- Il court, il court, le furet, Keijiban, Kanazawa (2022)[3]
- Secret Outlines: Die Kunst des Verborgenen, Museum der Moderne Salzburg, Salzburg (2025)
- Nadja Vilenne gallery, Liège (2025)

## Publikationen
- Until it Fitted! - L'innocence. SIC, 2010, ISBN 978-2-9600632-7-1.
- Quelle Aventure!  Studio Luc Derycke, 2021, ISBN 978-94-6393-279-0.

## Ehrungen
- 1988: Besondere Erwähnung bei der International Art Competition in New York für herausragende Arbeiten im Bereich Mixed Media
- 1996: Norwich East Award
- 2021: Aica Belgium Award (AICA, Preis der belgischen Vereinigung der Kunstkritiker)